# 仁王仁太夫
仁王 仁太夫（におう にだゆう、1622年あるいは1624年? - 1644年?）は、江戸時代前期の大相撲力士。主に京（現：京都府）で活躍し、最高位は東大関であったと伝わる。

## 伝聞
仁王仁太夫を語る上で欠かせないのが、2024年現在、日本相撲協会によって初代横綱に認定されている明石志賀之助の存在である。仁王は京相撲（京都相撲）では常に東大関の地位にあり、無敵を誇っていた。そこに諸国を漫遊し、既に各地で抜群の強さを誇っていた明石が京に辿り着いた際、明石の強さの評判を聴いた役人が明石を朝廷に連れてきて帝（天皇）の前で角力（相撲）を取らせることにしたという。明石を西大関の地位に付け出し、相撲を取らせたところ、仁王が明石を頭上に持ち上げで投げ捨てようとした。しかし、明石は慌てず、仁王の頭上から胸を蹴り込んで返り討ちにし、仁王はあっさり負けたと伝わる（仁王はこの時に死亡したとされている）。
京相撲で無敵の強さを誇った仁王をいとも簡単に倒したことに喜び勇んだ帝は大変満足し、明石に『日下開山』の称号を与え、これが後の時代に谷風梶之助と小野川喜三郎の2人に横綱免許を授ける際に前例を重んじる幕府の方針に従う形で明石を初代横綱として認定する根拠とされた。

## 仁王仁太夫は実在したか
しかしながら、自らが京相撲の最強力士であったと伝わるほか、明石が初代横綱に認定される根拠とされた一番を取ったことに代表されるような超強豪力士と語られるほどの存在でありながら、仁王のその他の活躍などは全くといって良いほど聴かれず、具体的にどういった力士であったのかなどは後の世に殆ど伝わっていない。
このことから、明石の存在を確立させるために講談師などが創作した架空の人物、或いは同様の相撲を取った強豪力士がモデルであると考えられている。

## 備考・エピソード
- 明石は身長が251.5cmにもおよぶ巨人力士であったと伝わるが、仁王も負けず劣らずの巨人力士で、身長が227cmほどあったと伝わる。ただし、この場合は明石の方が仁王の身長よりも高いため、頭上に持ち上げて投げ捨てようとした上述の展開は俄かには考えにくい。
- 最高位は東大関であるが、実在したとすれば現在の基準で考えると間違いなく横綱でも文句なしの強さであると思われる。また、現存する最古の番付表である宝暦7年10月場所以前の大関であるため、雪見山堅太夫を初代とする現在まで続く歴代大関には含まれていない。
- 上述のような内容が伝わっていることから、当時の相撲のルールは現在とかなり異なっていたようである。同じように蹴り倒して勝ったという伝聞は相撲の神として祀られている野見宿禰と當麻蹴速の取組に似る。